# آنتونیو پینتوس
آنتونیو پینتوس (انگلیسی: Antonio Pintus؛ زادهٔ ۲۶ سپتامبر ۱۹۶۲) مربی بدنسازی اهل ایتالیا است که در حال حاضر برای باشگاه فوتبال رئال مادرید کار می‌کند.

## دوران حرفه‌ای
پینتوس پیش از این برای چلسی، وستهم و ساندرلند از انگلیس، موناکو، مارسی و کنسولات مارسی در فرانسه، اودینزه، یوونتوس، پالرمو و اینترمیلان از ایتالیا کار کرده است.
پینتوس چندین بار از آژانس فضایی ناسا بازدید کرده است و در مورد اینکه چگونه روش‌های خود را می‌توان در کار آنها به کار برد و چگونه فضانوردان می‌توانند در ماموریت‌ها تناسب اندام را حفظ کنند، صحبت کرده است. جودیت هیز، مدیر ارشد علمی ناسا، اظهار داشت که رویکرد مبتنی بر داده‌های پینتوس برای آمادگی جسمانی، وضعیت موجود آنها را به چالش می‌کشد و گفت: «دانشمندان، فیزیولوژیست‌های ورزشی، فضانوردان، پزشکان، مربیان و مهندسان ما به هر کلمه‌ای که او مجبور بود با آنها در میان بگذارد وابسته بودند. او توانست مردم و تفکر ما را به چالش بکشد.